# María Enriqueta Camarillo
María Enriqueta Camarillo y Roa de Pereyra  (Coatepec, Veracruz, 19 de janeiro de 1872 - México D. F., 1968) foi uma poetisa mexicana originária do centro do estado de Veracruz que começou a publicar sua poesia no século XIX.
Foi contemporânea da geração de poetas do fim de século como José Martí, Julián do Casal, Amado Nervo, Manuel Gutiérrez Nájera, José Asunción Silva e Rubén Darío. Também foi  novelista, autora de contos e tradutora de fama internacional durante o século XX.
Nasceu em 19 de janeiro de 1872, ano da morte de Benito Juárez na rua Jiménez del Campillo, na cidade de Coatepec, Veracruz, onde se conserva uma placa alusiva. Foi filha de Alejo Camarillo e Dores Rio Bárcena quem a sua vez foi sobrinha do escritor José María Roa Bárcena. Viveu os primeiros anos de sua infância em sua cidade natal. Aos seis anos começou a desenhar e escrever. Aos sete anos transladou-se à Cidade de México. Na capital estudou no Conservatório de Música em 1887 e tornou-se  mestra de piano em 1895.

## Escritora
Em 1894, aos 22 anos, começou a colaborar en El Universal, a revista modernista La Revista Azul e El Mundo Ilustrado que eram as revistas e jornais mais importantes do México do Porfiriato. Com o pseudônimo de Iván Moszkowski, publicam-se seus primeiros dois livros de poemas. Um ano depois já era reconhecida como uma mulher de letras por seus contemporâneos se localizando no auge dentro do Modernismo Hispanoamericano como uma das poucas mulheres escritoras. Também colaborou com a revista herdeira do modernismo La Revista Moderna, que em sua segunda época se chamou Revista Moderna de México onde colaborou entre 1903-1911.
Colaborou numa revista feminista, que ainda que conservadora, foi escrita por mulheres e para mulheres chamada La Mujer Mexicana (1904-1906) junto com Laura Méndez de Cuenca, as doutoras em medicina Columba Rivera e Antonia Ursúa e a advogada Victoria Sandoval de Zarco. Maria Enriqueta Camarillo não só foi colaboradora como esteve no corpo de redacção.